# Mohammad Pur Majri
Mohammad Pur Majri es una ciudad censal situada en el distrito de Delhi noroeste,  en el territorio de la capital nacional,  Delhi (India). Su población es de 17462 habitantes (2011). 

## Demografía
Según el censo de 2011 la población de Mohammad Pur Majri era de 17462 habitantes, de los cuales 9305 eran hombres y 8157 eran mujeres. Mohammad Pur Majri tiene una tasa media de alfabetización del 86,35%, superior a la media estatal del 86,21%: la alfabetización masculina es del 91,18%, y la alfabetización femenina del 80,82%.